# Czeizel János (orvos)
Czeizel János (Nagybélic, 1895. február 1. – 1983. november 30.) szombathelyi fül-orr-gégész főorvos, országgyűlési képviselő.

## Élete
Czeizel András és Korbel Eleonóra fia.
1913-ban érettségizett Nyitrán a Nyitrai Piarista Gimnáziumban. A nyitrai Mária-kongregációból átlépett a budapesti jezsuita egyetemi Mária-kongregációba. A Budapesti Királyi Magyar Tudomány-Egyetemen tanult tovább. 1915. május 15-én bevonult. A 14. honvéd gyalogezrednél volt egészségügyi szolgálaton, mint orvosnövendék részben otthon, részben a harctéren 1918 novemberéig. Harctéri szerepléséért Károly-csapatkeresztben részesült. 
Ezt követően folytatta tanulmányait a Budapesti Tudományegyetemen. Orvosi diplomáját 1921. június 29-én kapta meg, 1922. december 5-én szakképesítést szerzett fül-orr-gégegyógyászatból, s az egészségtan tanára és iskolaorvos is lett. Tisztiorvosi képesítést 1924. június 13-án kapott.
Több budapesti kórházban dolgozott, 1921. augusztus 15. és 1923. április 30. között a Szent László közkórház „fülosztályán” segédorvos, majd 1924. szeptember 30-ig a Zita közkórház „orr-gége osztályán”. Egy hónapig a Szent István kórház alorvosa, két hónapot az Új Szent János közkórházban, majd négy hónapot a Szent István közkórházban töltött 1925. május 28-ig. Ezután 1925. június 15-én került a volt hadikórház helyén működő Vasvármegye és Szombathely város Közkórházába (Markusovszky kórház). Előbb díjtalan, ún. rendelő főorvosként dolgozott, majd 1926. június 26.-ától tiszteletdíjat is kapott, és sebészeti fekvőbeteg ágyakból létesítette az ország egyik első fül-orr-gégészeti osztályát, aminek 1932-től osztályvezetője fül-orr-gégész főorvosa lett.
1944-ben Pető Ernő igazgató főorvost zsidó származása miatt felmentették, s ezután ő lett a Városi és Megyei Közkórház ideiglenes igazgatója, de a nyilasok 1945 januárjában őt is leváltották, mert nem volt számukra elég megbízható. Varga István gondnokkal együtt a nyilas kormány 1944. decemberi rendeletét, melyben a kórház nyugatra telepítését rendelték el, nem hajtották végre, ezzel a kórházat sikerült megmentenie. A második világháború végén a harcoló szovjet csapatok 1945. március 29-én, nagypénteken érkeztek Szombathelyre. Az egyik forrás szerint a kórházban Czeizel János főorvos, Varga István gondnok, Németh Ferenc főgépész és Kneffel Pál orvos fogadta őket. Kneffel szerint ő és Czeizel voltak jelen Stano Wacsov bolgár orvostanhallgatóval, aki tolmácsolt. Czeizel nyugodtan azt mondta, hogy „nyet treba pisztoletta”. A szovjet katona nyugtázta szavait és továbbment.
1945-1947 között a Független Kisgazda Párt tagjaként nemzetgyűlési képviselő. Tagja lett a városi törvényhatósági bizottságnak, s a Nyugati Kis Újság társszerkesztője lett. Az 1956-os forradalom alatt az Ideiglenes Intézőbizottság tagjaként részt vett a Független Kisgazdapárt szombathelyi szervezetének újjáalakításában. 1956-ban az ÁVH épületébe hurcolták, fizikailag bántalmazták, s több hétig fogvatartották. A forradalom után nyugdíjazták, de 1968-ig a kórház főorvosaként tovább dolgozott. Nagy kártyás és legalább 1965-1967 között az államvédelmi szervek által megfigyelt személy volt.
Felesége Agárdy Gabriella (1900-1986), osztálytársa és sógora Agárdy Gyula (1895-1944) piarista gimnáziumi tanár, igazgató, karikatúra-rajzoló volt. Feleségével a szombathelyi székesegyház kriptájában nyugszik.

## Elismerései és emlékezete
- Károly-csapatkereszt
- II. osztályú ezüst vitézségi érem
- Háborús emlékérem
- Sebesülési emlék
- 1965 érdemes orvos
- A Munkaérdemrend ezüst fokozata
- 1981 Gyémánt diploma
- dr. Czeizel János-plakett

## Művei
Foglalkozott a gyermekkori orrmelléküreg gyulladás, illetve az adenoiditis kérdéskörével. Felhívta a figyelmet az antibiotikumok áldásos hatása mellett a látens folyamatok megjelenésére, annak veszélyeire. Írt az idült középfülgyulladások intracraniális szövődményeiről és a felsőlégúti idegentestek előfordulásáról is.
- 1925 Az angina agranulocytoticáról. Orvosi hetilap